# روب كروس
روب كروس (بالإنجليزية: Rob Cross)‏ هو لاعب دارت بريطاني، ولد في 21 سبتمبر 1990 في Pembury ‏ في المملكة المتحدة.

## وصلات خارجية
- روب كروس على موقع DartsDatabase.co.uk (الإنجليزية)